# Peter Pellegrini
Peter Pellegrini (Banská Bystrica, 6 de octubre de 1975) es un político eslovaco que desempeña como Presidente de Eslovaquia desde el 15 de junio de 2024. Previamente ejerció el cargo de primer ministro de Eslovaquia; juró el cargo el 22 de marzo de 2018 y lo dejó el 21 de marzo de 2020. También ha servido anteriormente en varias posiciones de gobierno en Eslovaquia, también como vice primer ministro de Inversiones e Información.
Entre 2006 y 2012 fue miembro del Consejo Nacional de Eslovaquia. Luego se convirtió en secretario de Estado de Finanzas, ocupó este puesto hasta su nombramiento como ministro de Educación, Ciencia, Investigación y Deporte el 3 de julio de 2014. Fue presidente del Consejo Nacional entre el 25 de noviembre de 2014 y el 23 de marzo de 2016. Después de su mandato como presidente del Consejo, se convirtió en vice primer ministro de Inversiones.
En enero de 2024, Pellegrini anunció su candidatura para la elección presidencial de Eslovaquia de 2024. Ganó en la segunda ronda el 6 de abril con el 53% de los votos. Tomó posesión como sexto presidente de Eslovaquia el 15 de junio de 2024.

## Primer ministro de Eslovaquia
Pellegrini tomó posesión como primer ministro luego de que su predecesor, Robert Fico, renunciara el 15 de marzo de 2018 tras el asesinato del periodista Ján Kuciak. El presidente Andrej Kiska aprobó el gabinete de Pellegrini el 21 de marzo de 2018, y 81 miembros del Consejo Nacional de Eslovaquia votaron a favor de la aprobación del gabinete.